# Siphocampylus hispidus
Siphocampylus hispidus là loài thực vật có hoa trong họ Hoa chuông. Loài này được Benth. miêu tả khoa học đầu tiên năm 1845.